# ANAユニフォームコレクション
ANAユニフォームコレクションは2005年5月1日に全日本空輸（全日空・ANA）が客室乗務員のユニフォームリニューアル記念として全日空商事から発売された、全日空の歴代客室乗務員制服をフィギュア化した商品である。海洋堂が制作し、その後、後継商品が発売された。

## 概要
キャラクターデザインはイラストレーターの西E田。当初は、機内用スープティックのおまけとして初代 - 8代目各1種と、9代目の色違い2種の計10種類が発売。その後、Tシャツがついた色違い、制服違いの商品が発売された。いずれもブラインド方式のため、中に何が入っているかは分からない作りとなっていた。今まで通信販売や全国の空港にある空港売店でしか販売していなかったフィギュアが、中身がみえる状態のプチサイズでローソンから発売。さらに1年後、客室乗務員（キャビンアテンダント）、パイロット、グランドスタッフ、整備士など空港で働く人たちをフィギュア化した第2弾が黒あめとセットで発売。その後、ローソンから「ANAユニフォームコレクション[プチ]アンコール」が発売された。

## ラインナップ

### ANAユニフォームコレクション
ユニフォームリニューアル記念として2005年5月1日に通信販売や全国の空港売店で発売。全9種+色違い1タイプ。乾燥スープ入り。
- 1955 First UNIFORM
- 1958 Second UNIFORM
- 1966 Third UNIFORM
- 1970 4th UNIFORM
- 1974 5th UNIFORM
- 1979 6th UNIFORM
- 1982 7th UNIFORM
- 1990 8th UNIFORM
- 2005 9th NEW UNIFORM
- 2005 9th NEW UNIFORM（スカーフ色違い）

### ANAユニフォームコレクション EXTRA
ANA国際線20周年記念として2006年2月18日に通信販売で発売。前作の色違い、制服違いで5種セット。Tシャツつき。
- 1970 4th UNIFORM（色違い）
- 1974 5th UNIFORM（色違い）
- 1979 6th UNIFORM（色違い）
- 1982 7th UNIFORM（スカーフ色違い）
- 1990 8th UNIFORM（ブラウス色違い）

### ANAユニフォームコレクション[プチ]
映画ハッピーフライト公開記念として2008年11月11日にローソンで発売。ANAユニフォームコレクションのダウンサイジング&ボトルキャップ化。ペットボトル2本または缶コーヒー2本に1個付属。全9種。
- 1955 First UNIFORM
- 1958 Second UNIFORM
- 1966 Third UNIFORM
- 1970 4th UNIFORM
- 1974 5th UNIFORM
- 1979 6th UNIFORM
- 1982 7th UNIFORM
- 2005 9th NEW UNIFORM

### ANAユニフォームコレクション2
ANA全面協力映画「ハッピーフライト」公開記念第2弾として2009年1月7日発売。全6種+色違い2タイプ。黒飴入り。
- パイロット（ジャケット）
- パイロット（半袖シャツ）
- 整備士
- グランドスタッフ（ブルースカーフ）
- グランドスタッフ（ピンクスカーフ）
- キャビンアテンダント（ブルーブラウス）
- キャビンアテンダント（パープルブラウス）
- キャビンアテンダント（エプロン）

### ANAユニフォームコレクション[プチ]アンコール
映画ハッピーフライトDVD発売記念として2009年5月12日にローソンで発売。ANAユニフォームコレクションのダウンサイジング&ボトルキャップ化第2弾。ペットボトル2本、または缶コーヒー2本に1個付属。全9種。3種は前作と同じ、6種は色替え。
- 1st-3rdはANAユニフォームコレクション[プチ]と同じ
- 1970 4th UNIFORM(NEW! COLOR)
- 1974 5th UNIFORM(NEW! COLOR)
- 1979 6th UNIFORM(NEW! COLOR)
- 1982 7th UNIFORM(NEW! COLOR)
- 1990 8th UNIFORM(NEW! COLOR)
- 2005 9th NEW UNIFORM(NEW! COLOR)